# 福爾圖納峰
福爾圖納峰（英語：Fortuna Peak），是南極洲的山峰，位於南喬治亞群島，處於福圖納灣東部，海拔高度385米，在1931年由英國海軍命名，由英國海外領土管轄。